# Журавлёв, Евгений Петрович
Евге́ний Петро́вич Журавлёв (9 октября 1896, село Рудьковка, ныне Бобровицкий район, Черниговская область, Украина — 11 мая 1983, Москва) — советский военачальник, командующий армиями в Великой Отечественной войне, Генерал-лейтенант (09.09.1943).

## Начальная биография
Е. П. Журавлёв родился 9 октября 1896 года в селе Рудьковка ныне Бобровицкого района Черниговской области Украины. Окончил Черниговскую Императора Александра I гимназию в 1914 году. Учился в Киевском университете Святого Владимира.

## Военная служба

### Первая мировая и гражданская войны
В декабре 1916 года был призван в ряды Русской императорской армии, был направлен в 2-ю Петергофскую школу прапорщиков, из которой был выпущен в чине прапорщика в феврале 1917 года. Участник Февральской революции в Петрограде. Служил младшим офицером 44-го запасного пехотного полка в Одесском военном округе, с августа 1917 — младший офицер 244-й запасной роты и 43-го запасного пехотного полка. С ноября 1917 года — командир роты 264-го Николаевского пехотного полка 64-й пехотной дивизии, принимал участие в боевых действиях на Юго-Западном фронте. Демобилизовался в апреле 1918 года. Вернулся в Киев и продолжил учёбу в университете.
С декабря 1918 года воевал в партизанском отряде «Революционного Вольного казачества» в Черниговской губернии, затем командовал «Объединённым боевым социалистическим отрядом» при подпольном ревкоме Козелецкого уезда. В начале 1919 года уезд был занят Красной армией, и отряд вошёл в состав 1-й Украинской советской дивизии Н. А. Щорса. С июня 1919 года был начальником Южного боевого участка Козелецкого уезда. С августа 1919 года служил в 1-м конном корпусе Червонного казачества: помощник начальника по оперативной части штаба 1-й Червонноказачьей кавалерийской бригады, с декабря — начальник разведки 8-й Червонноказачьей дивизии, с января 1921 — начальник разведки штаба корпуса. Принимал участие в боевых действиях на Южном, Западном и Юго-Западном фронтах Гражданской войны.

### Межвоенное время
После окончания боевых действий Е. П. Журавлёв служил в том же корпусе. В апреле 1923 года назначен на должность начальника штаба 2-й Черниговской Червонноказачьей дивизии. В 1923 году временно исполнял должность помощника командира 6-го кавалерийского полка, с сентября 1923 — помощник командира 5-го кавалерийского полка и временно исполняющий должность командира полка.
В 1925 и в 1929 году окончил курсы усовершенствования высшего начсостава РККА при Военной академии РККА имени М. В. Фрунзе. С 1925 года служил в 8-й Гомельской кавалерийской дивизии в Туркестане начальником штаба и временно исполняющим должность командира этой кавалерийской дивизии. В марте-мае 1930 года был начальником штаба Особой оперативной группы войск, созданной для ликвидации басмачества в южном Казахстане и в районе Кара-Кум. В 1934 году направлен учиться в академию.
В 1935 году окончил Военную академию РККА имени М. В. Фрунзе. В январе 1936 года был назначен на должность начальника штаба 5-го кавалерийского корпуса, в октябре 1937 года — на должность старшего преподавателя кафедры тактики кавалерийских курсов усовершенствования командного состава РККА, а в феврале 1940 года — на должность начальника штаба 3-го кавалерийского корпуса Белорусского особого военного округа. Корпус принимал участие в советско-финской войне.
В июне 1940 года был назначен на должность начальника штаба 5-го механизированного корпуса 16-й армии Забайкальского военного округа, в мае 1941 года переведён на должность заместителя командира этого корпуса.

### Великая Отечественная война
С началом войны Журавлёв находился на прежней должности и после гибели 3 августа генерал-майора И. П. Алексеенко Журавлёв был назначен на должность командира 5-го механизированного корпуса, который принимал участие в ходе тяжёлых оборонительных боевых действий в районе городов Шепетовка, Славута и Острог, а затем на территории Белоруссии, при этом Журавлёв два раза выходил с своим корпусом из окружения.
В августе 1941 года был назначен на должность заместителя командующего 30-й армией, которая принимала участие в тяжёлых оборонительных боях в районе Ржева и на подступах к Москве.
В ноябре 1941 года был назначен на должность начальника штаба Калининского фронта, после чего руководил отступающими войсками в районе населённых пунктов Завидово и Спас-Заулок в 20 километрах северо-западнее города Клин. Был в том же ноябре тяжело ранен и после излечения в госпитале был назначен на должность помощника командующего войсками Калининского фронта по формированиям, после чего готовил для фронта маршевые подразделения и части, а также неоднократно выезжал в войска для руководства боевыми действиями на отдельных направлениях.
В сентябре 1942 года Журавлёв был назначен на должность командующего 29-й армией (Западный фронт), оборонявшейся на левом берегу Волги.
В январе 1943 года был назначен на должность командующего 53-й армией, которая участвовала в боевых действиях против демянского плацдарма немецких войск. В марте 1943 года переведён на должность командующего 68-й армией (Северо-Западный фронт), отличившейся в ходе ряда наступательных боевых действий в междуречье рек Ловать и Редья, а также в Смоленской наступательной операции.
В октябре 1943 года был назначен на должность командующего 21-й армией, дислоцировавшейся в районе города Калинин на переформировании и пополнении.
В январе 1944 года был назначен на должность командующего 18-й армии, которая отличилась в ходе Проскуровско-Черновицкой и Львовско-Сандомирской наступательных операций. После форсирования реки Южный Буг армия вышла к Карпатам и с мая вела боевые действия в сложных горных условиях. Во время Восточно-Карпатской наступательной операции армия под командованием Журавлёва принимала участие в ходе освобождения городов Мукачево, Ужгород и Чоп.
С ноября 1944 года Журавлёв находился в распоряжении Главного управления кадров НКО.
За время войны Журавлёв был пять раз упомянут в благодарственных приказах Верховного Главнокомандующего.

### Послевоенная карьера
После окончания войны в мае 1945 года Журавлёв был назначен на должность заместителя командующего 27-й армией. С октября 1945 года — на должности заместителя командующего войсками Прикарпатского военного округа по вузам. С ноября 1949 года служил генерал-инспектором стрелковых войск Главной инспекции Вооружённых сил СССР, с апреля 1952 — заместителя Главного инспектора Советской армии по Сухопутным войскам, с мая 1953 — генерал-инспектор Инспекции Сухопутных войск. С мая 1954 — помощник командующего войсками Южно-Уральского военного округа. В марте 1955 года был назначен на должность начальника управления кадров Сухопутных войск.
Генерал-лейтенант Е. П. Журавлёв в декабре 1960 года вышел в отставку. Жил в Подмосковье в офицерском посёлке Шереметьевский (Долгопрудный). Умер 11 мая 1983 года в Москве.

## Воинские звания
- Комбриг (17.02.1936)
- Генерал-майор (04.06.1940)
- Генерал-лейтенант (09.09.1943)

## Награды
- Орден Ленина (21.02.1945[5]);
- Орден Октябрьской Революции;
- Пять орденов Красного Знамени (09.08.1941, 05.05.1942, 03.11.1944[5], 4.03.1949, 20.06.1949[5]);
- Орден Суворова 1-й степени (29.05.1944);
- Два ордена Кутузова 1-й степени (09.04.1943, 25.08.1944);
- Орден Богдана Хмельницкого 1-й степени (23.05.1945);
- Орден Суворова 2-й степени (28.09.1943);
- Орден «Знак Почёта» (22.02.1941)[6];
- Медали;
- Иностранные ордена.